# جغرافيا جزيرة روتنست

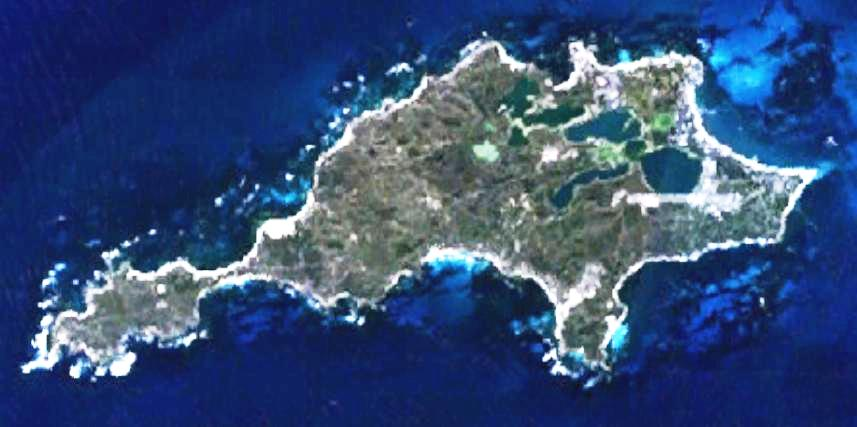
جزيرة روتنست، أستراليا الغربية.

تقع جزيرة روتنيست على بعد 18 كيلومتر (11 ميل) غرب ساحل بيرث ، أستراليا الغربية ؛ يبلغ طوله 4.5 كيلومتر (2.8 ميل) على أوسع نطاق و 11 كيلومتر (6.8 ميل) في أطول حالاتها.

## ميزات الخط الساحلي
يبلغ طول الساحل حوالي 24 كيلومتر (15 ميل) طويل.[بحاجة لمصدر]</link> تمت تسمية الخلجان والنقاط والشعاب والجزر الأصغر على طول هذا الخط الساحلي على نطاق واسع.

## الطبوغرافيا
تلال روتنيست المسماة هي Wadjemup Hill و Oliver Hill و Radar Hill و Mount Herschel. أعلى تل Wadjemup هو 45 متر (148 قدم) ، وموقع منارة وجيموب . 

## المعالم الساحلية المسماة

### الخلجان والخلجان والشواطئ
- حوض (يُعرف عادةً باسم الحوض ) [2]
- خليج بيكلي - جنوب كينجستاون باراكس
- كاثرين باي
- مدينة يورك باي [3] - غرب خليج ليتل أرمسترونج
- خليج النسر - في ويست إند
- خليج فاي
- خليج خطاف السمك
- ليتل ارمسترونج باي
- ليتل باراكيت باي
- ليتل سالمون باي
- Longreach Bay - بين Basin و Geordie Bay
- مابل كوف
- خليج مارجوري
- ماري كوف
- نانسي كوف - أضيق جزء من الجزيرة
- خليج الببغاء
- شاطئ راسي
- خليج بوربواز (المعروف أيضًا باسم خليج السلمون) [4] [5]
- روكي باي
- ستارك باي
- خليج ستريكلاند [6]
- خليج بربواز
- خليج طومسون - الخليج الرئيسي على الساحل المتاخم للمستوطنة الرئيسية خليج طومسون [7]
- ويلسون باي
- جزر النقاط والصخور
  - أبراهام بوينت
  - ارمسترونج روك
  - باثورست بوينت - موقع منارة باثورست
  - بيكلي بوينت
  - كيب فلامينج - المعروف أيضًا باسم ويست إند
  - صخور الكاتدرائية - شمال غرب ويست إند
  - صخور جراد البحر
  - صخرة البطة
  - جزيرة داير
  - فيربريدج بلاف
  - جزيرة خضراء
  - هنريتا روكس
  - صخرة الفطر
  - العنق الضيق
  - نقطة الشمال
  - باركر بوينت - أقصى نقطة في الجنوب [8]
  - فيليب بوينت
  - فيليب روكس
  - شاطئ بينكي
  - رادار ريف - في ويست إند
  - سلمون بوينت
  - ساوث بوينت
  - فيرا روكس
  - جزيرة والاس
  - نهاية الغرب

### الهياكل
- كينغستاون جيتي
- رصيف خليج طومسون

### الآبار والتجويفات
الجزيرة محدودة للغاية في إمدادات المياه وقد تم غرق عدد كبير من التجاويف للحفاظ على إمدادات المياه متاحة. 
في عام 1976 ، حددت خريطة روتنيست الجيولوجية لفيليب بلايفورد  الآبار والآبار المهجورة والحفر في الجزيرة. ما يلي هو فقط قائمة مختارة من النطاق الكامل.